# G.A.M.E.
Albums de The Game
Untold Story: Volume II
(2005) Doctor's Advocate
(2006)
G.A.M.E. est le quatrième album indépendant de The Game, sorti le 21 mars 2006. C'est le dernier album du rappeur produit par JT The Bigga Figga.

## Liste des titres
| No  | Titre                                               | Durée |
| --- | --------------------------------------------------- | ----- |
| 1.  | Anything You Ask For (featuring Bootleg)            | 3:08  |
| 2.  | Never Personal (featuring JT the Bigga Figga)       | 3:30  |
| 3.  | Gettin' American Money Easy (featuring Young Noble) | 3:12  |
| 4.  | Curtains                                            | 3:30  |
| 5.  | Real Niggas Stand Up                                | 3:58  |
| 6.  | Walk Wit Me                                         | 3:07  |
| 7.  | It Gets Thicker                                     | 2:36  |
| 8.  | That's Presidents (featuring Telly Mac)             | 2:48  |
| 9.  | It's The Game                                       | 3:45  |
| 10. | Nothin' Promised (featuring Bootleg)                | 4:22  |
| 11. | Get Live (featuring JT the Bigga Figga)             | 3:43  |
| 12. | It Is What It Is (featuring Shoestring)             | 3:23  |